# Kal - Koritnica
Kal - Koritnica (Duits: Deutschkall-Krittwald) is een plaats in Slovenië en maakt deel uit van de gemeente Bovec in de NUTS-3-regio Goriška. De plaats telde 131 inwoners op 1 januari 2020.